# Председник Владе Пакистана
Премијер Пакистана, (на језику урду وزیر اعظم вазир-е-азам што значи Велики везир) је шеф владе Пакистана.
Премијера бира Народна скупштина Пакистана, а чланове скупштине бира народ на изборима. Скупштина бира премијера за петогодишњи мандат. Обично, вођа партије или коалиције са највише гласова постаје премијер. Премијер је одговоран за постављање кабинета. Председник Пакистана има уставну могућност да разреши премијера, распуштањем скупштине, што доводи до нових избора. Седамнаести амандман Устава Пакистана подразумева проверу ове одлуке, јер је Врховни суд одобрава или ставља вето.

## Списак премијера Пакистана
| Име                      | Започео мандат      | Завршио мандат      |
| ------------------------ | ------------------- | ------------------- |
| Лиакуат Али Кан          | 14. август 1947.    | 16. октобар 1951.   |
| Каваџа Назимудин         | 17. октобар 1951.   | 17. април 1953.     |
| Мухамед Али Богра        | 17. април 1953.     | 12. август 1955.    |
| Џаудри Мухамед Али       | 12. август 1955.    | 12. септембар 1956. |
| Хусеин Шахид Сухраварди  | 12. септембар 1956. | 17. октобар 1957.   |
| Ибрахим Исмаил Чундригар | 17. октобар 1957.   | 16. децембар 1957.  |
| Фероз Кан Нун            | 16. децембар 1957.  | 7. октобар 1958.    |
| Мухамед Ајуб Кан         | 7. октобар 1958.    | 28. октобар 1958.   |
| Нурул Амин               | 7. децембар 1971.   | 20. децембар 1971.  |
| Зулфикар Али Буто        | 14. август 1973.    | 5. јул 1977.        |
| Мухамед Кан Џунеџо       | 24. март 1985       | 29. мај 1988.       |
| Беназир Буто             | 2. децембар 1988.   | 6. август 1990.     |
| Гулам Мустафа Џатои      | 6. август 1990.     | 6. новембар 1990.   |
| Наваз Шариф              | 6. новембар 1990.   | 18. април 1993.     |
| Балак Шер Мазари         | 18. април 1993.     | 26. мај 1993.       |
| Наваз Шариф              | 26. мај 1993.       | 18. јул 1993.       |
| Моенудин Ахмад Куреши    | 18. јул 1993.       | 19. октобар 1993.   |
| Беназир Буто             | 19. октобар 1993.   | 5. новембар 1996.   |
| Малик Мераџ Калид        | 5. новембар 1996.   | 17. фебруар 1997.   |
| Наваз Шариф              | 17. фебруар 1997.   | 12. октобар 1999.   |
| Зафарулах Кан Џамали     | 21. новембар 2002.  | 26. јун 2004.       |
| Чаудри Шуџат Хусеин      | 30. јун 2004.       | 28. август 2004.    |
| Шаукат Азиз              | 28. август 2004.    | 16. новембар 2007.  |
| Мохамедмијан Сомро       | 16. новембар 2007.  | 25. март 2008.      |
| Јусуф Раза Гилани        | 25. март 2008.      | 19. јун 2012.       |
| Раџа Первез Ашраф        | 22. јун 2012.       | 25. март 2013.      |
| Мир Хазар Хан Хосо       | 25. март 2013.      | 5. јун 2013.        |
| Наваз Шариф              | 5. јун 2013.        | 28. јула 2017.      |
| Шахид Хакан Абаси        | 1. август 2017.     | 31. мај 2018.       |
| Имран Хан                | 18. август 2018.    | 10. април 2022.     |
| Шехбаз Шариф             | 11. април 2022.     | данас               |

- Од 1958. до 1973, није било премијера услед ванредног стања.
- Премијера поново није било од 5. јула 1977. до 24. марта 1985. услед ванредног стања.
- Од 9. јуна 1988. до 17. августа 1988, такође није било премијера.
- 12. октобра 1999, Первез Мушараф је збацио Наваза Шарифа, и преузео титулу 'извршног команданта'. 20. јуна 2001, преузео је звање Председника Пакистана. Первез Мушараф (12. октобар 12, 1999. - 23. новембар 2002) ,(de facto до 14. октобра 1999, од 14. октобра 1999. извршни командант).
- Избори су одржани 10. октобра 2002. чиме је враћена позиције премијера.